# Madejski Stadium
Het Madejski Stadium is een voetbalstadion in het Engelse Reading. Het is de thuisbasis van voetbalclub Reading FC, en werd geopend op 22 augustus 1998, met een wedstrijd tegen Luton Town die met 3-0 werd gewonnen. Grant Brebner scoorde de eerste goal. Het stadion wordt ook gebruikt als thuisbasis van rugbyclub London Irish en als finish van de Reading Half Marathon en verving het oude stadion Elm Park.
Het stadion, dat alleen zitplaatsen kent, heeft een capaciteit van 24.250 zitplaatsen en ligt vlak bij de M4. Op de plaats waar nu het stadion staat was vroeger een vuilnisbelt gevestigd, en om die reden is het terrein omringd door methaanventilatiegaten. Het stadion kostte meer dan £50 miljoen, en het veld bestaat uit natuurlijk gras, gecombineerd met synthetische vezels.
Het Madejski Stadium is ook gastheer geweest van enkele concerten. Onder andere de Red Hot Chili Peppers, Blue, Busted, Craig David, Elton John en Girls Aloud hebben op het veld gestaan.
Het stadion is vernoemd naar de voorzitter van Reading, zakenman en geldschieter John Madejski. Het is echter eigendom van de voetbalclub.
Reading speelde in het seizoen 2006-2007 voor het eerst in de geschiedenis van de club in de Premier League, de hoogste competitie in Engeland. Dit resulteerde meerdere malen in een uitverkocht huis. Om die reden heeft de club bekendgemaakt dat het stadion zal worden uitgebreid tot 37.000 à 38.000 plaatsen. Reading eindigde zijn debuutseizoen in de Premier League als negende.